# Martin Kirchhoff
Martin Ernst Friedrich Kirchhoff (* 6. November 1860 in Bergen (Rügen); † 5. Mai 1929 in Posen) war ein deutscher Verwaltungsbeamter.

## Leben
Martin Kirchhoff studierte an der Königlichen Universität Greifswald. 1882 wurde er Mitglied des Corps Pomerania Greifswald. Nach dem Studium absolvierte er den Vorbereitungsdienst für höhere Beamte und bestand 1891 das Regierungsassessor-Examen in Posen. Anschließend wurde er Regierungsassessor im preußischen Staatsdienst. Von 1898 bis 1918 war er Landrat des Kreises Schrimm. Nach dem Ersten Weltkrieg lebte er in Garzyn.
Er war Rittergutsbesitzer auf Solkau, wo er auch bestattet wurde.

## Auszeichnungen
- Charakterisierung als Geheimer Regierungsrat
- Wahl zum Ehrenmitglied des Corps Pomerania Greifswald[4]